# 袁彩雲
袁彩雲（Fiona Yuen Choi Wan，1976年1月20日—），是1996年香港小姐季軍及國際親善小姐，出生於德國科隆，曾是香港無綫電視、亞洲電視和有綫電視的女藝員，大學預科學歴。她精通5種語言，能講流利的德語、法語、粵語、英語及國語。

## 簡介
在香港演藝圈除了拍電視劇之外，也在不同電視台擔任不同節目的主持工作，尤以旅游節目和飲食節目最為人熟悉，因而建立了其食家或烹飪專家的形象。
此外，她也主持過不同的體育節目例如2006年因其德國背景而被TVB委任主持2006年世界杯足球赛一系列節目；2008年在亞洲電視又成為了奧運大使主持2008年北京奧運的節目。
近年，她也嘗試過寫書，出版過一些學德文和有關飲食烹飪的書。
2009年3月28日，嫁予加拿大籍飲食業華商Anthony Kong，並於6月移民加拿大，和夫君定居於温哥華至今，淡出香港演藝圈。

## 早年生活
袁彩雲的父母皆是香港人，早年已由香港移民到德國生活，一共育有7名子女，其中袁彩雲排行第四，她在德國土生土長但仍然說得一口流利粵語，因為其父母很早就送她到中文學校讀中文，而她又很愛觀賞當年的香港電影、電視、音樂和各影視作品並十分留意當時香港的娛樂消息。雖然過著一個普通德國年青人的生活，她在文化上難看得出和港英華人差異。

## 回港選美
袁彩雲小時候曾經在香港就讀小學一年級並在港居住兩年，愛上香港繁華多采的生活，縱使回到德國，每隔兩三年放暑假都會回港旅游。
1995年，大學預科畢業的她決定回港發展，最初在一家珠寶公司工作，負責接待德國人。1996年她參加了當年的香港小姐競選，更被獲選為季軍，此外，憑著她的語言優勢，她也贏得了《國際親善小姐》的名銜。

## 加入香港演藝圈
自從袁彩雲在香港小姐獲獎之後，便加入了TVB成為藝員。最初只拍電視劇，後來因多次主持不同的飲食節目便建立了其食家或烹飪專家的形象。此外，她也主持過不同的體育節目例如2006年因其德國背景而被TVB委任主持2006年世界杯足球赛一系列節目；2008年在亞洲電視又成為了奧運大使主持2008年北京奧運的節目。近年，她也嘗試過寫書，出版過一些學德文和有關飲食烹飪的書。

## 感情生活
袁彩雲自加入演藝圈以來，曾有過數段戀情，其中較囑目的算是2006年初與合和集團主席兼全國政協胡應湘之子胡文新相戀。不過這段戀情最後只維持了約半年就無疾而終。
2006年9月袁彩雲與郭晉安、蔡少芬、譚小環等人受TVB委任出席在温哥華舉行由新時代電視主辦的大型節目魅力凝聚新時代的表演，結束之後，由大會安排眾人到某餐廳用膳，當時剛回復單身的袁彩雲邂逅了該餐廳的老闆Anthony Kong。袁彩雲回港之後，兩人開始交往，彼此來回穿梭港、加兩地，到了2007年，這段異地情緣逐漸展開，直到2009年，他倆先在温哥華秘密註冊結婚，然後在3月28日正式在香港深水灣鄉村俱樂部公開舉行結婚典禮。
婚後袁彩雲在同年6月正式移居温哥華，與比她年長12年的飲食業華商江铭峯（Anthony Kong）共同生活並淡出香港娛樂圈。

## 演出作品

### 音樂錄影帶（無綫電視）
- 一知半解 主唱：李克勤（1997年）
- 不認不認 主唱：黎　駿（1997年）

### 電視劇（無綫電視）
| 首播   | 劇名             | 角色                            | 備註                                                     |
| 1997年 | 真情             | 王思琴                          | （與薛家燕、郭少芸、鄺文珣、郭可盈合演）                 |
| 1998年 | 離島特警         | 雷真琴                          | （與呂頌賢、宣 萱、郭晋安、海俊傑、潘芝莉、劉 江合演）   |
| 1999年 | 刑事偵緝檔案IV   | 阮美美                          | （與陳錦鴻、古天樂、宣 萱、佘詩曼、李珊珊、向海嵐合演）  |
| 1999年 | 衝上人間         | 趙淑美                          | （與張可頤、張家輝、郭晉安、陳法蓉、林曉峰、惠英紅合演） |
| 2000年 | 楊貴妃           | 楊玉瑶/虢國夫人                 | （與江 華、向海嵐、吳美珩、郭少芸、曾偉權、阮兆祥合演）  |
| 2000年 | 雷霆第一關       | 蕭玉桂（Queenie）               | （與汪明荃、王 喜、吳美珩、梁 琤、宣 萱、李修賢合演）    |
| 2000年 | 碧血劍           | 何鐵手                          | （與林家棟、江 華、吳美珩、佘詩曼、歐子欣、關寶慧合演）  |
| 2000年 | 妙手仁心II       | 萬寧生（Suki）                  | （與吳啟華、蒙嘉慧、林保怡、陳慧珊、邵美琪、蔡少芬合演） |
| 2001年 | 封神榜           | 蘇凝香                          | （與陳浩民、葉 璇、錢嘉樂、溫碧霞、苑瓊丹、元 華合演）   |
| 2002年 | 雲海玉弓緣       | 曹錦兒                          | （與林 峯、葉 璇、李彩樺、陳國邦、羅敏莊、郭政鴻合演）   |
| 2003年 | 衛斯理           | 蔡 茜                           | （與羅嘉良、蒙嘉慧、唐文龍、楊 怡、麥長青、高 雄合演）   |
| 2003年 | 富豪海灣非凡情緣 | Candy                           |                                                          |
| 2004年 | 怪俠一枝梅       | 艷芬芳                          | （與溫兆倫、楊 怡、蔣雅文、陳鍵鋒、關禮傑、歐倩怡合演）  |
| 2004年 | 爭分奪秒         | 羅秀玲                          | （與方中信、蒙嘉慧、譚耀文、姚嘉妮、鄭嘉穎、陳 豪合演）  |
| 2005年 | 老婆大人         | 魯詠詩（Vinci）                 | （與陳錦鴻、宣 萱、鄧健泓、李思捷、王 傑、李詩韻合演）   |
| 2005年 | 隨時候命         | 張文芮（Renee）                 | （與鄭伊健、林保怡、佘詩曼、楊思琦、黎諾懿、鍾嘉欣合演） |
| 2006年 | 心理心裏有個謎   | 余小薇                          | （與陳錦鴻、滕麗名、鄭嘉穎、江芷妮、歐錦棠、歐倩怡合演） |
| 2006年 | 婚姻乏術         | 尤美雪                          | （與羅嘉良、苑瓊丹、謝天華、蘇玉華、麥長青、胡杏兒合演） |
| 2007年 | 廉政行動2007     | 何美欣                          | （與阮兆祥、黃德斌、陳錦鴻、李鴻杰、王俊棠、李國麟合演） |
| 2007年 | 通天幹探         | 亞 冰(Cindy) （張子豪之未婚妻） | （與元 彪、陳 豪、鄭嘉穎、黎 姿、蒙嘉慧、邵美琪合演）    |
| 2008年 | 與敵同行         | Fiona                           | （與郭晉安、蒙嘉慧、鄭嘉穎、商天娥、姚子羚、麥長青合演） |
| 2009年 | 幕後大老爺       | 程英英                          | （與馬國明、徐子珊、高鈞賢、唐 寧、劉家輝、蔣志光合演）  |
| 2011年 | 駁命老公追老婆   | 牛一一                          | （與方中信、郭羨妮、陳 豪、謝天華、湯盈盈、唐 寧合演）   |
| 2011年 | 布衣神相         | 茹小意                          | （與林文龍、林 峯、楊 怡、李詩韻、姜大偉、麥長青合演）   |
| 2013年 | 談談情·練練武    | 程尚怡（Aka）                   | （與林保怡、郭羨妮、龔蓓苾、夏 雨、鄧健泓、陳之輝合演）  |

### 節目主持（無綫電視）
- 週末任你點（1996年）
- 永安中國遊吃喝玩樂在福建（1998年）
- 永安旅遊話你知：點解東歐咁好玩（2000年）
- 康泰最緊要好玩 玩盡花旗（2001年）
- 智趣相投總廚有請（2003年）
- 食通香港地（2004年）
- 頂CUP世界盃德FUN速遞（2006年）
- 頂CUP世界盃星級戰將（2006年）
- 頂CUP世界盃越鬥越強（2006年）
- 頂CUP世界盃晚晚有德FUN（2006年）
- 日日有食神（2006年）
- 食盡東西（2006年）

### 節目主持（有線電視）
- 美食在你心（2008年）
- 一煮成名（2008年）

### 節目主持（亞洲電視）
- 情繫中華奧運英雄（2008年）
- 為中國加油（2008年）
- 生活著數台（2008年）
- 廣飲廣食（2009年）
- 廣州美食地圖（2010年）

### 表演嘉賓（新時代電視）
- 魅力凝聚新時代（2006年）

## 著作
- 《圖解德語》（香港，博益出版集團，2006年）
- 《為你下廚》（香港，明窗出版社，2008年）

## 外部連結
- 袁彩雲的Facebook專頁
- YouTube上的袁彩雲頻道

| 前任： 周婉儀 | 香港小姐競選季軍 1996年 | 繼任： 佘詩曼 |

| 前任： 周婉儀 | 香港小姐競選友誼小姐 1996年 | 繼任： 李明慧 |